# Soulèvement du 31 octobre 1870
Le soulèvement du 31 octobre 1870 a eu lieu à Paris pendant le siège de la capitale, durant la guerre franco-allemande de 1870. Il visait à protester contre la politique militaire du gouvernement de la Défense nationale et à proclamer la Commune.

## Contexte

### Capitulation de l'Empire et siège de Paris
Le conflit armé entre la France et la Prusse qui éclate en juillet 1870 tourne à l'avantage de l'armée prussienne. Moins préparée que son ennemie, inférieure en nombre, l'armée française connaît une véritable déroute. Le maréchal Bazaine, commandant en chef de l'armée du Rhin, est encerclé dans Metz le 19 août avec la moitié des troupes françaises. Napoléon III marche à son secours avec l'armée de Châlons commandée par le maréchal Mac Mahon, mais ses troupes sont elles-mêmes encerclées dans Sedan. Les tentatives de sortie échouent et l'empereur capitule le 2 septembre,.
La nouvelle parvient à Paris dès le lendemain et le 4 septembre, au terme d'une journée d'émeute, la République est proclamée,. Afin d'endiguer l'insurrection et d'écarter la perspective d'un gouvernement révolutionnaire, les députés républicains s'accordent sur la constitution d'un gouvernement de la Défense nationale sous la présidence du général Trochu,. Acclamé par les Parisiens mais rejeté par une partie de la province, le nouveau cabinet ne peut se prévaloir de la légitimité du suffrage universel et se trouve sur ce point en contradiction avec les principes qu'il proclame. L'occupation d'une grand part du territoire rend cependant impossible la tenue d'élections et le gouvernement y renonce.
Le 18 septembre, les liaisons ferroviaires entre la capitale et la province sont interrompues et le 19 septembre, Paris est assiégée. Pour exclure le risque d'un gouvernement prisonnier de la capitale, une délégation ministérielle est envoyée à Tours dès le 9 septembre, bientôt rejointe par Léon Gambetta qui parvient à quitter la ville en ballon le 7 octobre. Gambetta, qui cumule alors les fonctions de ministre de l'Intérieur et de la Guerre, déploie une grande énergie pour mobiliser, instruire et équiper de nouvelles troupes, tout en devant réprimer les velléités fédéralistes de certaines villes républicaines du sud de la France, comme Lyon ou Marseille.

### Premières manifestations populaires
Devant la menace prussienne, les révolutionnaires apportent leur soutien à la République naissante tout en nuançant leur adhésion. Le 7 septembre, dans le premier numéro de son journal La Patrie en danger, Auguste Blanqui déclare : « En présence de l'ennemi, plus de partis ni de nuances… », mais dans les jours qui précèdent, des centaines de délégués ouvriers décident la création de comités de vigilance dans tous les quartiers de la ville. À l'initiative des Internationalistes, Comité central est mis en place le 11 septembre qui fait placarder trois jours plus tard une affiche rose appelant à la formation de la Commune de Paris qui supplanterait les municipalités provisoires désignées par le gouvernement sans contester l'autorité de ce dernier.
Malgré le siège, les journaux se multiplient et des clubs s'ouvrent sous l'impulsion des comités de vigilance et la revendication d'une Commune se fait d'autant plus vive que le gouvernement, craignant un revers, repousse les élections. Les manifestations devant l'hôtel de ville se succèdent : 140 chefs de bataillon protestent le 26 septembre ; des gardes nationaux de l'est parisien menés par Gustave Flourens le 5 octobre ; quelques centaines de parisiens le 8 octobre à l'appel du Comité central républicain des Vingt arrondissements.

### Causes directes de l'insurrection
Le 27 octobre, le maréchal Bazaine signe la capitulation de l'armée française encerclée dans Metz et pourtant forte de plus de 100 000 soldats. Cet acte est vécu comme une trahison car il permet alors aux Prussiens de concentrer de nouvelles troupes vers l'ouest pour accentuer le siège de la capitale. Dans un premier temps, le gouvernement dément la rumeur mais elle parvient à Paris le 30 octobre, en même temps que l'échec du Bourget, un village repris le 28 octobre par les francs-tireurs de la presse qui s'y maintiennent pendant deux jours sous un feu nourri, avant de le quitter faute de renforts,. Les Parisiens apprennent également l'échec de la mission diplomatique d'Adolphe Thiers auprès des grandes puissances européennes : la France, isolée, doit se résoudre à entamer des pourparlers d'armistice avec le chancelier Bismarck.
Dans la nuit du 30 au 31 octobre, le gouvernement annonce par voie d'affiches la reddition de Bazaine et sa propre intention de négocier avec l'ennemi, ce qui suscite une vive émotion parmi la population, les Parisiens s'estimant trompés sur leurs moyens réels de résistance. À son tour, le maire du 18e arrondissement, Georges Clemenceau, fait placarder des affiches pour annoncer son refus d'un « armistice que le Gouvernement ne saurait accepter sans trahison ».

## Déroulement
Le soulèvement du 31 octobre ne consiste pas en une seule manifestation : selon l'historien Jacques Rougerie, « plusieurs mouvements s'enchevêtrent, sans réussir à se mettre à l'unisson ». De nombreux Parisiens répondent à l'appel de Charles Delescluze dans Le Réveil qui réclame l'instauration d'une Commune. Dès le matin, des délégations des comités de vigilance puis des bataillons de la Garde nationale marchent sur l'hôtel de ville et interrogent le gouvernement sur la capitulation de Metz. Également réunis, les maires d'arrondissements obtiennent la promesse de la tenue d'élection municipales, tandis que le Comité des Vingt arrondissements siègent toute la matinée. Ses délégués rejoignent l'hôtel de ville en début d'après-midi pour réclamer à leur tour l'instauration d'une Commune. Gustave Flourens arrive à son tour à la tête de 500 gardes nationaux de Belleville qui forcent les portes : le gouvernement est retenu prisonnier d'une foule qui grandit d'heure en heure.
Le général Trochu et Henri Rochefort s'interposent et tentent de calmer les émeutiers, en vain. En uniforme de colonel, Gustave Flourens monte sur une table et fait acclamer une liste de membres d'un nouveau gouvernement dit « de salut public » dont il prendrait la tête  et qui comprendrait notamment Alexandre Ledru-Rollin, Louis Blanc, Victor Hugo et le ministre Pierre-Frédéric Dorian. Charles Delescluze et Félix Pyat réclament eux aussi « la déchéance du Provisoire et la constitution d'un nouveau gouvernement ». Le mouvement ne se concentre pas seulement à l'hôtel de ville : Jules Vallès occupe la mairie du 19e arrondissement et le peintre Émile Oudet institue un comité révolutionnaire.
Les gardes nationaux du 106e bataillon parviennent à pénétrer dans l'hôtel de ville et libèrent plusieurs ministres, notamment le général Trochu, Jules Ferry, Emmanuel Arago et Eugène Pelletan. Parmi les émeutiers, la confusion est totale est chaque faction y va de sa revendication en occupant différentes salles du bâtiment,. À l'extérieur, Jules Ferry rassemble 50 000 hommes pour mettre fin à l'insurrection, dont deux bataillons de gardes mobiles du Finistère qui pénètre dans l'enceinte par le biais d'un souterrain qui relie l'hôtel de ville à la caserne Lobau. Les négociations s'engagent et les émeutiers se retirent sur la promesse du gouvernement de ne pas engager de poursuites à leur encontre et d'organiser des élections municipales,.

## Conséquences
Malgré la promesse faite par Favre, le gouvernement fait arrêter quatorze membres de l'extrême-gauche. Blanqui, Flourens et Millière passent à la clandestinité.
Arago démissionne de son poste de maire, et Clemenceau le suit par solidarité. Le préfet de la Seine Jules Ferry remplace alors Arago, conservant son poste de préfet. De ce jour, une solide rivalité s'installe entre Clemenceau et Ferry, celui-là l'accusant d'être un conservateur déguisé, celui-ci d'être un complice des révolutionnaires.
Le général Clément-Thomas succède au faible Tamisier à la tête de la Garde nationale.
Le 3 novembre, le gouvernement se soumet à un plébiscite en demandant : « La population de Paris maintient-elle OUI ou NON les pouvoirs du Gouvernement de la Défense Nationale ? ». Il obtient 557 996 voix pour et 61 638 contre. Deux jours plus tard ont lieu les élections municipales. Treize maires sur vingt (dont Clemenceau) sont reconduits. Cinq nouveaux sont des modérés. Seuls Delescluze (XIXe) et Ranvier (XXe) représentent le parti révolutionnaire.

## Notoriété

### Commentaire de Karl Marx
Selon Karl Marx, la victoire des insurgés le 31 octobre « aurait changé le caractère de la guerre. Ce serait devenu la guerre de la France républicaine hissant le drapeau de la révolution sociale contre la Prusse, porte-drapeau de l'esprit de conquête et de contre-révolution ».

### Odonymes
Pendant la durée de la Commune, une rue de Paris a été renommée en rue du 31-Octobre.

## Sources et autres références
- Bernard Noël,Dictionnaire de la Commune, Flammarion, collection Champs, 1978.

1. ↑  Jean-Michel Gaillard, « Sedan, 1870 : l'effondrement d'un rêve européen », L'Histoire, no 211 « Faut-il réhabiliter Napoléon III ? »,‎ juin 1997.
2. 1 2  Cornut-Gentille 2020, p. 34-36.
3. ↑  Xavier Boniface, chap. 1 « De la guerre franco-allemande à la Commune 1870-1871 », dans Hervé Drévillon (dir.) et Olivier Wieviorka (dir.), Histoire militaire de la France, t. II : De 1870 à nos jours, Paris, Perrin, coll. « Tempus » (no 870), 2022, 958 p. (ISBN 978-2-262-09993-0), p. 17-63.
4. ↑  Cornut-Gentille 2020, p. 116-129.
5. ↑  Grévy 1998, p. 9-12.
6. 1 2  Duclert 2021, p. 49-50.
7. ↑  Grévy 1998, p. 12-16.
8. ↑  Cornut-Gentille 2020, p. 191.
9. 1 2 3  Cornut-Gentille 2020, p. 194-199.
10. 1 2  Rougerie 2021, p. 23-25.
11. ↑  Rougerie 2021, p. 25-26.
12. 1 2 3  Gouttman 2015, p. 298-300.
13. 1 2  Rougerie 2021, p. 26.
14. ↑  Michel Winock, Clemenceau, Paris, Perrin, coll. « Tempus » (no 363), 2010, 688 p., poche (ISBN 978-2-262-03498-6), p. 19-26.
15. 1 2 3 4 5 6  Rougerie 2021, p. 27-28.
16. 1 2  Gouttman 2015, p. 300-302.
17. 1 2  Gouttman 2015, p. 302-303.
18. 1 2  Michel Winock, Clemenceau, Paris, Perrin, coll. « Tempus » (no 363), 2010, 688 p., poche (ISBN 978-2-262-03498-6), p. 19-20.
19. ↑  La Grande Histoire de la Commune Edition du centenaire -1970
20. ↑  La Guerre civile en France - Karl Marx
21. ↑  « Transcription of Bracquemond Sketchbook », sur getty.edu (consulté le 30 octobre 2016).